# Stanisław Ziołowski
Stanisław Witold Ziołowski (ur. 1 sierpnia 1892 w Gumniskach Foks, zm. wiosną 1940 w Charkowie) – polski inżynier architekt, kapitan saperów rezerwy Wojska Polskiego, ofiara zbrodni katyńskiej.

## Życiorys
Urodził się 1 sierpnia 1892 we wsi Gumniska Foks, w ówczesnym powiecie ropczyckim Królestwa Galicji i Lodomerii, w rodzinie Erazma i Antoniny z Ożajsłowiczów. Był starszym bratem Kazimierza, ps. Cyk (ur. 1895), żołnierza Legionów Polskich, podporucznika piechoty rezerwy Wojska Polskiego, podinspektora Policji Państwowej, komendanta wojewódzkiego PP w Łucku i Białymstoku (1939), odznaczonego Krzyżem Niepodległości.
W czasie I wojny światowej walczył w szeregach cesarskiej i królewskiej Armii. Jego oddziałem macierzystym był 57 pułk piechoty. Na stopień podporucznika rezerwy został mianowany ze starszeństwem z 1 sierpnia 1916.
W 1919 został powołany do Wojska Polskiego w stopniu porucznika ze starszeństwem z dniem 1 lutego 1918 z byłej armii austro-węgierskiej do Dowództwa Okręgu Generalnego w Krakowie. W 1922 został zweryfikowany w stopniu kapitana ze starszeństwem z dniem 1 czerwca 1919 w korpusie oficerów rezerwy inżynierii i saperów. W latach 1923–1924 posiadał przydział do 6 pułku saperów w Przemyślu. W 1934 jako oficer rezerwy pozostawał w ewidencji Powiatowej Komendy Uzupełnień Gdynia i posiadał przydział do 8 batalionu saperów w Toruniu.
W 1921 ukończył studia na Wydziale Architektury Politechniki Lwowskiej, gdzie następnie pracował jako asystent. Był wybitnym reprezentantem szkoły lwowsko-krakowskiej. Po przybyciu do budującej się Gdyni zaprojektował kilka budynków w stylu modernistycznym, które do dziś stanowią wizytówkę miasta. Powszechnie znany i prezentowany w prasie specjalistycznej jest największy kubaturowo budynek przedwojennej Gdyni zespół mieszkaniowy BGK, tzw. „Bankowiec”. Kolejnym zaprojektowanym przez niego budynkiem jest dom czynszowy Konopków w Gdyni. Od 1932 współpracował z architektem Zbigniewem Kupcem, z którym współtworzył projekt Szpitala Powszechnego dla Gdyni wraz z Instytutem Chorób Tropikalnych.
W czasie kampanii wrześniowej 1939 – po agresji ZSRR na Polskę – w nieznanych okolicznościach dostał się do niewoli sowieckiej. Przebywał w obozie w Starobielsku. Wiosną 1940 został zamordowany przez funkcjonariuszy NKWD w Charkowie i pogrzebany potajemnie w bezimiennej mogile zbiorowej w Piatichatkach, gdzie od 17 czerwca 2000 roku mieści się oficjalnie Cmentarz Ofiar Totalitaryzmu w Charkowie. Figuruje na Liście Starobielskiej NKWD, pod poz. 1155.
5 października 2007 minister obrony narodowej Aleksander Szczygło mianował go pośmiertnie na stopień majora. Awans został ogłoszony 9 listopada 2007 w Warszawie, w trakcie uroczystości „Katyń Pamiętamy – Uczcijmy Pamięć Bohaterów”.
27 kwietnia 2022 Rada Miasta Gdyni podjęła uchwałę nr XLI/1271/22 w sprawie nadania drodze położonej w Śródmieściu Gdyni nazwy ulica Stanisława Ziołowskiego.